# حملة الصحراء السورية (ديسمبر 2017 - الآن)
حملة الصحراء السورية (ديسمبر 2017 حتى الآن) هي حملة تشنها قوات الجيش السوري وحلفاؤه من إيران وروسيا ضد القوات المتبقية من تنظيم الدولة الإسلامية (داعش) في سوريا.

## خلفية تاريخية
بدأ التمرد بعد سلسلة من الحملات العسكرية في عامي 2016 و 2017 والتي استهدفت الأراضي الذي يسيطر عليها تنظيم داعش وكانت الحملات بقيادة غرفة عمليات قوة المهام المشتركة – عملية العزم الصلب وقوات سوريا الديمقراطية ومن جانب اخر الحكومة السورية والقوات المتحالفة معها وتركيا مع الجيش السوري الحر المدعوم من تركيا. انسحبت فلول تنظيم داعش غرب نهر الفرات إلى جيب كبير في الصحراء السورية امتدت بين محافظة حمص ومحافظة دير الزور حيث استعنوا بتكتيكات حرب العصابات لاستهداف القوات الموالية للحكومة.

## الجدول الزمني

### 2017 م
أفادت الأنباء أن الجيش السوري بدعم من الحرس الثوري الإيراني وحزب الله اللبناني استولى على 50 كيلومتراً مربعاً من الأراضي الصحراوية في الريف الجنوبي الشرقي من دير الزور مما وسع منطقته العازلة حول محطة الضخ الاستراتيجية T-2.

### 2018 م
في منتصف يناير 2018 قُتل خمسة من مقاتلي حزب الله على يد تنظيم داعش في الريف الشرقي من حمص بمن فيهم قائد بارز.
في 17 مارس قتل 14 جنديا عندما استولت قوات من تنظيم داعش على محطة الضخ T-2. في الأيام التالية بذلت القوات الحكومية محاولات لاستعادة T-2. بعد أسبوع من الاستيلاء على المحطة قُتل 26 من مقاتلي الحكومة و 9 من تنظيم داعش خلال الاشتباكات في الصحراء بالقرب من الميادين . بين 24 و 29 مارس تم صد العديد من هجمات تنظيم داعش في منطقة الميادين  بينما بين 31 مارس و 1 أبريل تم طرد قوات تنظيم داعش من محطة T-2.
في أوائل أبريل / نيسان قامت قوات تنظيم داعش في محافظة حمص بشن هجوم انغماسي على حقل الشاعر للغاز بالقرب من تدمر . استمرت المعركة لعدة ساعات حيث تم صد الهجوم في نهاية المطاف من قبل الجيش السوري بمساعدة طائرات الهليكوبتر الهجومية الروسية. في الوقت نفسه استولى تنظيم الدولة الإسلامية (داعش) على عدة نقاط بين البو كمال والميادين. كما تمت الهجمات على طول طريق السخنة-دير الزور السريع. في منتصف أبريل / نيسان أسفرت هجمات تنظيم داعش جنوب محافظة حمص عن مقتل 18 مقاتلاً مؤيدًا للحكومة و 5 مقاتلين من تنظيم داعش مع استيلاء المسلحين على عدة مواقع. هاجم تنظيم داعش لإحراز مزيد من التقدم من خلال الاستيلاء على قاعدة للدفاع الجوي جنوب البلدة  لكن تم صدها من قبل الجيش السوري الذي كان مدعومًا بطائرات هليكوبتر هجومية روسية. كما استعادت القوات الحكومية المدعومة من روسيا مواقع على طول طريق السخنة-دير الزور السريع. وفي الوقت نفسه استمرت هجمات تنظيم داعش في منطقة الميادين  وفي 18 أبريل قُتل 25 من الموالين للحكومة و 13 مقاتلاً من تنظيم داعش في الاشتباكات  بينما في 20 أبريل حاول تنظيم داعش مهاجمة محطة الضخ النفطية T-3.
بين 8 و 11 مايو تمكن الجيش السوري من دفع تنظيم داعش على بعد 60 كيلومتراً بعيد عن مدينة الميادين وتطهير 1500 كيلومتر مربع من الأراضي في محاولة لتقسيم جيب داعش في الصحراء. في 22 أيار / مايو أسفر هجوم داعش الذي شمل تفجيرين انتحاريين وعربات مدرعة على موقع عسكري بالقرب من محطة الضخ النفطية T-3 عن مقتل ما بين 26 و 30 مقاتلاً موالى للنظام السورى وفقًا للمرصد السوري لحقوق الإنسان. بينما حدد الجيش عدد القتلى بـ 16. في اليوم التالي هاجم مسلحو تنظيم داعش قافلة عسكرية سورية روسية بالقرب من الميادين مما أسفر عن مقتل 35 من القوات الموالية للحكومة من بينهم تسعة روس. أربعة من الروس كانوا جنود نظاميين بينما ذكرت روسيا أن 43 مهاجما قتلوا أيضا خلال القتال. بعد ثلاثة أيام شن تنظيم داعش المزيد من الهجمات بالقرب من الميادين والبو كمال.
في 4 يونيو هاجم تنظيم الدولة الإسلامية القوات الحكومية على طول 100 كيلومتر من الميادين إلى البو كمال  واستولت على بلدتين أو ثلاث على الضفة الغربية من نهر الفرات. هاجم المسلحون على الجبهتين حيث جاء مقاتلو تنظيم داعش من الصحراء غرب الفرات ومن أراضيهم على الضفة الشرقية للنهر. قبل الهجوم ببضعة أيام عبر حوالي 400 من مقاتلي تنظيم داعش نهر الفرات من جيبهم إلى الشرق بعد قصف عنيف على المواقع الحكومية. وقاموا بالاستيلاء على بلدات تقطع طريق دير الزور البو كمال السريع. في اليوم التالي استعادت القوات الموالية للحكومة المناطق التي فقدوها.
في 8 يونيو جدد تنظيم داعش هجومه  وتمكن من كسر خطوط الجيش حول مدينة البو كمال  باستخدام 10انتحاريين  بما في ذلك العديد من السيارات المفخخة. تمكن مقاتلو تنظيم داعش من اقتحام المدينة وجاء القتال بالقرب من وسط المدينة. ومع ذلك سرعان ما شن الجيش هجومًا مضادًا وفي اليوم التالي قيل إن الجيش تمكن من إعادة تأمين المدينة. خلال القتال قُتل قائد فرقة الدبابات الحادية عشرة في الجيش السوري اللواء علي محمد الحسين في اشتباكات على مشارف البو كمال. كما قُتل قائد فرقة الصواريخ في حزب الله  واثنين من أعضاء الحرس الثوري الإيراني بمن فيهم ضابط. في 10 يونيو كان هجوم تنظيم داعش على مدينة البو كمال مستمرًا،  قبل انسحاب المسلحين من المدينة في 11 يونيو. إجمالاً قُتل 246 مقاتلاً موالي للحكومة و 138 مقاتلاً من تنظيم داعش في الفترة ما بين 22 مايو و 11 يونيو.
في 17 يونيو شن تنظيم داعش هجومًا مفاجئًا على القوات الحكومية حول محطة الضخ النفطية T-3 ودمر دبابة وقتل العديد من الجنود الحكوميين. في اليوم التالي تم إرسال تعزيزات حكومية من الحرس الجمهوري وقوات الدفاع الوطني ولواء فاطميون بالإضافة إلى مقاتلين إضافيين من حزب الله استعدادًا لعملية عسكرية جديدة ضد تنظيم داعش في المنطقة. في اليوم نفسه استولى الجيش على عدة مواقع تابعة لتنظيم الدولة الإسلامية (داعش). وبحلول 20 يونيو قام الجيش السوري بدعم من حزب الله والقوات الجوية الروسية، بتطهير 1200كم 2 من الأراضي في منطقة حمص ودير الزور مما أسفر عن مقتل 50 من مقاتلي تنظيم داعش على الأقل. بالإضافة إلى ذلك استولت القوات الحكومية على 2500 كيلومتر مربع من الأراضي التي تسيطر عليها تنظيم داعش على طول الحدود العراقية في 21 يونيو. ومع ذلك استمرت هجمات تنظيم الدولة الإسلامية (داعش) من صحراء دير الزور على المواقع الحكومية حول نهر الفرات طوال فصل الصيف والتي قتل خلالها عشرات من جنود الجيش السوري كانت بعض التقديرات من قبل المراقبين المحليين أن ما يصل إلى 1000 من مقاتلي تنظيم داعش ما زالوا مختبئين في جيب حمص دير الزور الصحراوي.
في 31 أغسطس شن الجيش السوري وميليشيا لواء القدس الفلسطينية الموالية للحكومة عملية كبيرة. انسحب داعش بعيدا في الصحراء لمحاولة الهرب من الهجوم. ومع ذلك أسفرت هجمات تنظيم داعش في 2 سبتمبر / أيلول بالقرب من الميادين وجنوب دير الزور عن مقتل 22 عنصر من الموالين للحكومة و 8 مقاتلين على الأقل من تنظيم داعش.
خلال الهجوم بين 10 و 11 سبتمبر تقدم الجيش على بعد 30 كيلومترًا داخل أراضي تنظيم داعش. بين 14 و 15 سبتمبر تقدم الجيش ضد جيب تنظيم داعش وقام بتقسيمه. بحلول نهاية 15 سبتمبر ورد أن الجيش استولى على ثلاث مدن. عند هذه النقطة منذ بدء الهجوم في 10 سبتمبر قُتل 10 مقاتلين موالين للحكومة و 8 مقاتلين من تنظيم داعش. في 16 سبتمبر شن تنظيم داعش هجومًا مضادًا كبيرًا،  استعاد كل الأراضي التي فقدها مؤخرًا وقتل أكثر من 25 جنديًا. ومع ذلك في 17 سبتمبر استولى الجيش مرة أخرى على جميع المناطق التي فقدها في اليوم السابق بعد شن هجوم مضاد ضد قوات تنظيم داعش. واصل الجيش تقدمه ضد تنظيم داعش اعتبارًا من 19 سبتمبر  وسط القتال الذي أدى إلى مقتل تسعة مقاتلين آخرين من تنظيم داعش وجنديين حكوميين.
في 4 نوفمبر / تشرين الثاني قُتل 11 شخصًا في انفجار وقع في قاعدة عسكرية سورية على طول الطريق السريع الذي يربط بين دمشق ودير الزور بما في ذلك ستة متعاقدين عسكريين روس من القطاع الخاص. في اليوم التالي خلال القتال شرق السخنة قُتل خمسة جنود وثمانية مقاتلين من تنظيم داعش.

### 2019 م
تم تأكيد مقتل ثلاثة جنود روس بعد اختفائهم خلال كمين لتنظيم داعش في فبراير 2019. كما تم الإبلاغ عن مقتل عدد من الجنود السوريين في الكمين. وفقا لروسيا تم تعقب مجموعة من أكثر من 30 من مقاتلي داعش شاركوا في الكمين وتم القضاء عليهم. في نهاية فبراير بدأ الجيش السورى بتكثيف العمليات في الصحراء ضد جيب داعش  وفي أوائل مارس شن الجيش غارات جوية على مواقع تنظيم داعش بالقرب من السخنة  بينما كانت الاستعدادات تجري للجيش لإطلاق عملية في المنطقة.
في 30 مارس تم إرسال تعزيزات للجيش السوري إلى ريف تدمر بعد أن وقعت عدة كمائن لتنظيم داعش على طول طريق تدمر دير الزور السريع على مدار الأسبوعين السابقين  أسفر أحدها في 24 مارس عن مقتل خمسة جنود. بعد يومين في بداية أبريل شن تنظيم داعش هجومًا كبيرًا على مواقع الجيش السوري بالقرب من تدمر وتم صده بعد غارات جوية شنها سلاح الجو السوري. بحلول 3 أبريل تم إرسال المزيد من التعزيزات التابعة للجيش تحسبا لهجوم لتنظيم داعش جديد على المواقع الحكومية. وفي الوقت نفسه فقدت مجموعة من الجنود في أعقاب كمين نصبته تنظيم داعش على طول الطريق بالقرب من حاربشاه في 31 مارس / آذار. بين 11 و 18 أبريل وقع كمينان آخران مع اختفاء قافلة عسكرية أخرى على طول الطريق بين تدمر ودير الزور  بينما تم نصب كمين لوحدة تابعة للجيش في شمال السخنة. إضافة إلى ذلك اندلع قتال عنيف في الفترة بين 12 و 14 نيسان / أبريل وشارك فيه أفراد من ميليشيا لواء القدس الفلسطينية. في 21 أبريل استولى تنظيم داعش على بلدة الكوم الجبلية مما أجبر الجيش السوري والميليشيات الفلسطينية الموالية للحكومة على التراجع. في القتال بين 24 مارس و 3 مايو طبقًا للمرصد السوري لحقوق الإنسان قُتل 81 مقاتلاً مؤيدًا للنظام السورى و 28 مقاتلاً من تنظيم داعش. من بين القتلى المؤيدين للحكومة كان هناك عشرة من رجال الميليشيات الفلسطينية من لواء القدس  بينما تسعة منهم من القوات الإيرانية واثنان من الروس. أكثر من 70 من الجنود قتلوا في شهر أبريل وحده.